# 583 a.C.
Il 583 a.C. (DLXXXIII a.C. in numeri romani) è un anno  del VI secolo a.C.

## Morti
- Arcesilao I di Cirene, re